# El Atteuf
El Atteuf (arabsko العطف) je mesto in občina v provinci Ghardaïa v Alžiriji. Po popisu leta 2008 je imela 14.752 prebivalcev, kar je več od 12.713 leta 1998, letna stopnja rasti prebivalstva pa je 1,5 % [1]. Je v dolini M'Zab, približno 6 kilometrov  vzhodno od Ghardaïe, glavnega mesta province.

## Geografija
Občina je na severu vilaja Ghardaïa v regiji M'Zab; njena površina je 750 km².
Leta 1984 je bila občina El Atteuf ustanovljena iz naslednjih krajev:
- Stari Ksar El Atteuf
- Rezzag
- El Argoub
- Assedjlaf in Palmeraie

Ksar El Atteuf je eno od mest pentapolisa M'Zab. Je na obali vadija, na spodnjem koncu pentapola in v urbani diskontinuiteti z drugimi.

## Zgodovina
Od 10. stoletja, po padcu Rostemidskega kraljestva s strani Fatimidov, so se begunci iz Taherta naselili v Sedrati blizu Ouargle. Nato so dosegli regijo Chebka du Mzab. V 11. stoletju so na tem območju zgradili več mest. El Atteuf, zgrajen leta 1012, je najstarejše od sedmih mest Mzab.
Verjetno se je mesto rodilo z združitvijo več obstoječih vasi; ta zveza bi bila delo frakcije Ibaditov iz vadi Diya.

## Dediščina
Mesto El Atteuf in preostali del doline M'Zab sta od leta 1982 uvrščena na Unescov seznam svetovne dediščine11. Med zaščitenimi sektorji je ksar El Atteuf izhodišče procesa urbanizacije doline. Ta ksar se odlikuje po obstoju dveh mošej znotraj njegovega ograjenega prostora. Vsaka od teh dveh mošej ima svoj minaret v obliki piramide.
Mavzolej šejka Sidi Ami Brahima, ustanovljen v 15. stoletju, je še posebej izjemen: notranjost te mošeje je sestavljena iz niza neravnih, surovih arkad, odprtih naravi. V njem je tudi grobnica šejka Sidi Ami Brahima, ki vključuje iduden (modri ali beli apneni prsti) s 4 prsti. Stavba je navdihnila Le Corbusiera za kapelo Notre-Dame-du-Haut v Ronchampu (Haute-Saône) v Franciji.
Na vrhu mesta je veliko pokopališče, ki ima več grobov z iduni (modrikastimi ali belimi apnenimi prsti). Tržni trg je severovzhodno od ksarja. Obdajajo ga galerije in arkade različnih velikosti in dimenzij. Na trgu so leta 1996 potekala praznovanja ob tisočletnici mesta El Atteuf in doline M'Zab.
- Ulica Ksarja El Atteufa
- Pogled na mavzolej Cheika Sidi Ami Brahima
- Mavzolej šejka Sidi Ami Brahima
- Novo mesto El Atteuf
- Mehdarat Ammi Hammou
- Mavzolej šejka Sidi Ami Brahima
- Mavzolej šejka Sidi Ami Brahima
- Notranjost mavzoleja Cheikh Sidi Ami Brahima
- Notranjost mavzoleja Cheikh Sidi Ami Brahima